# Wilma Davis
Wilma Davis. née Zimmerman (31 mars 1912 – 10 décembre 2001) est une mathématicienne et cryptanalyste américaine. 

## Jeunesse et éducation
Wilma Zimmerman naît le 31 mars 1912 à Beech Bottom (Virginie), l'une des quatre enfants d'un père employé dans une entreprise sidérurgique. Elle sort diplômée du lycée de Wellsburg en 1928 et étudie les mathématiques au Bethany College. Sa mère meurt quelques mois avant qu'elle obtienne son diplôme universitaire. 

## Carrière
Davis est professeur de mathématique dans sa ville natale pendant quatre ans, pourvoyant à l'éducation de ses frères et sœurs et s'occupant de la maison jusqu'à la fin de leurs études. Par la suite, elle travaille chez un comptable et plus tard comme commis dans un bureau de recensement du chômage. Elle épouse John Berryman qu'elle avait rencontré à l'université. 
Elle s'intéresse à la cryptologie après avoir lu un article dans le Washington Star sur William et Elizabeth Friedman, un couple de cryptanalistes. Après avoir suivi un cours par correspondance en cryptologie, elle passe l'examen de la fonction publique. Elle est recrutée au Bureau national de l'aéronautique puis à la Commission de la fonction publique comme examinatrice junior. William Friedman la recrute vers 1937 ou 1938 au bureau de la Signal Intelligence. John Berryman meurt quelques mois plus tard.
En mars 1941, elle travaille avec le Dr Abe Sinkov à décrypter les codes diplomatiques italiens, ces derniers ayant inventés leur propre machine de cryptage, en améliorant la machine allemande Enigma. Finalement, ce sont les britanniques qui joueront un rôle majeur pour casser ce code. 
En juillet 1942, Davis est assignée au Département A responsable des messages codés de l'armée japonaise. Elle collabore avec succès avec Ann Caracristi, une cryptanalyste qui deviendra la première femme directrice adjointe de la National Security Agency, pour casser le code 97 (ou code PURPLE) utilisé par les Japonais. Ceci donnera une longueur d'avance aux alliés. 
Elle est brièvement affectée à l'équipe chinoise puis rejoint le projet Venona pour tenter de casser les codes des messages soviétiques jusqu'en 1949, année où laquelle elle épouse son second mari, John Mason, un major de l'armée britannique, et s'installe avec lui au Canada. À la mort de celui-ci, en 1952, William Friedman rappelle Davis à Washington et la nomme responsable des problématiques diplomatiques russes. Elle quitte à nouveau son poste lors de son troisième mariage avec John Davis, brigadier général. Elle reprendra du service durant la guerre du Vietnam mais prend finalement sa retraite en 1973, à Fairfax (Virginie).
Wilma Davis meurt le 10 décembre 2001. 